# Campylocheta siphonion
Campylocheta siphonion là một loài ruồi trong họ Tachinidae.